# Molophilus unispinosus
Molophilus unispinosus är en tvåvingeart som beskrevs av Alexander 1921. Molophilus unispinosus ingår i släktet Molophilus och familjen småharkrankar. Inga underarter finns listade i Catalogue of Life.